# Piaseczno (Górowo Iławeckie)
Piaseczno (deutsch Sieslack) ist ein Ort in der polnischen Woiwodschaft Ermland-Masuren. Er gehört zur Landgemeinde Górowo Iławeckie (Landsberg) im Powiat Bartoszycki (Kreis Bartenstein).

## Geographische Lage
Piaseczno liegt an der Elm (polnisch Elma) im Nordwesten der Woiwodschaft Ermland-Masuren, 20 Kilometer südlich der früheren und heute auf russischem Territorium gelegenen Kreisstadt Preußisch Eylau (russisch Bagrationowsk) bzw. 18 Kilometer westlich der jetzigen Kreismetropole Bartoszyce (deutsch Bartenstein).

## Geschichte
1288 ist das Gründungsjahr des Orts Sarragulauken, der nach 1288 Sixtelauken, nach 1402 Sisselauken und vor 1785 Sieslack hieß. Es war ein Gutsort mit großem Park und einer Teichanlage. Im Jahre 1611 war der preußische Staatsmann Hans Eberhard von Tettau Erbherr auf Sieslack.
Im Jahre 1874 kam Sieslack zum neu errichteten Amtsbezirk Nerfken (polnisch Nerwiki) im ostpreußischen Kreis Preußisch Eylau, Regierungsbezirk Königsberg. Die Einwohnerzahl des Gutsdorfs belief sich im Jahre 1910 auf 134.
Am 30. September 1928 schloss sich der Gutsbezirk Sieslack mit den Nachbargutsbezirken Salwarschienen (polnisch Kanie Iławeckie) und Schönwiese (polnisch Żuławy) zur neuen Landgemeinde Sieslack zusammen. Diese neu formierte Gemeinde hatte 1933 328 und 1939 370 Einwohner.
In Kriegsfolge kam 1945 das gesamte südliche Ostpreußen zu Polen. Sieslack erhielt die polnische Namensform „Piaseczno“ und ist heute eine Ortschaft im Verbund der Gmina Górowo Iławeckie (Landgemeinde Landsberg) im Powiat Bartoszycki (Kreis Bartenstein), von 1975 bis 1998 der Woiwodschaft Olsztyn, seither der Woiwodschaft Ermland-Masuren zugehörig.

## Religion
Vor 1945 gehörte Sieslack zum Kirchspiel der evangelischen Kirche Petershagen (Ostpreußen) (polnisch Pieszkowo) in der Kirchenprovinz Ostpreußen der Kirche der Altpreußischen Union. Piaseczno ist heute in dieselbe, nun aber römisch-katholische Kirche eingepfarrt, die jetzt St.-Maria-Magdalenen-Kirche heißt und dem Erzbistum Ermland zugeordnet ist.

## Verkehr
Piaseczno liegt an einer Nebenstraße, die die polnische Woiwodschaftsstraße 512 (einstige deutsche Reichsstraße 142) bei Spytajny (Spittehnen) mit der Woiwodschaftsstraße 511 (Reichsstraße 134) bei Pieszkowo (Petershagen) verbindet.
Seit 1992 die Bahnstation Kanie Iławeckie (Salwarschienen) an der Bahnstrecke Czerwonka–Kornewo geschlossen wurde, besteht für Piaseczno kein Bahnanschluss mehr. Bis 1945 verlief die Bahnstrecke sogar von Königsberg (Preußen) über Zinten und Rothfließ bis nach Niedersee.

## Persönlichkeit
- Georg Abel von Tettau (* 3. Oktober 1618 auf Sieslack), Obermarschall im Herzogtum Preußen († 1677)